# Against All Flags
Against All Flags (prt: No Reino dos Corsários)) é um filme estadunidense de 1952 do gênero aventura em estilo pirataria, dirigido por George Sherman. Foi refilmado em 1967 com o título de The King's Pirate.

## Elenco principal
- Errol Flynn...Brian Hawke
- Maureen O'Hara...Prudence "Spitfire" Stevens
- Anthony Quinn...Roc Brasiliano.
- Alice Kelley...Princesa Patma
- Mildred Natwick...Molvina MacGregor
- Robert Warwick...Capitão Kidd